# Priapomys leonardi
Priapomys leonardi is een zoogdier uit de familie van de eekhoorns (Sciuridae). De wetenschappelijke naam van de soort werd voor het eerst geldig gepubliceerd door Oldfield Thomas in 1921.

## Voorkomen
De soort komt voor in China en Myanmar.